# 루이 C.K.
루이 앨프리드 세이케이(영어: Louis Alfred Székely, 영어 발음: /ˈluːi ˌseɪˈkeɪ/, 1967년 9월 12일 ~ )는 루이 C.K.(영어: Louis C.K., 영어 발음: /ˈluːi ˌsiːˈkeɪ/)로 활동하는 미국의 스탠드업 코미디언, 배우이다. 피보디상을 세 차례, 그래미상 코미디 앨범상을 세 차례, 프라임타임 에미상을 여섯 차례, 미국 배우 조합상을 한 차례 수상하는 등 여러 유수한 상을 받았다. 롤링 스톤은 2015년 역대 최고의 스탠드업 스페셜을 결산하며 C.K.의 《Shameless》(2007)를 3위에 올려놓았으며, 2017년 역대 가장 위대한 스탠드업 코미디언 50인 명단에서 C.K.를 4위에 위치시켰다.

## 작품 목록

### 스탠드업 스페셜
- Shameless (2007)
- Just for Laughs (2013)

### 영화 출연
- 런던 (2005)
- 사람 만들기 (2008)
- 거짓말의 발명 (2009)
- 블루 재스민 (2013)
- 아메리칸 허슬 (2013)
- 앵그리스트 맨 (2014)
- 트럼보 (2015)
- 마이펫의 이중생활 (2015) - 애니메이션

### 영화 각본
- 다운 투 어쓰 (2001)

### 텔레비전 출연
- 새터데이 나이트 라이브 (1995)
- 럭키 루이 (2006) - 기획, 각본, 총괄 제작 겸임
- 팍스 앤 레크리에이션 (2009-12)
- 루이 (2010-15) - 기획, 연출, 각본, 제작, 편집 겸임
- 베터 씽스 (2016-17)

### 텔레비전 각본
- 레이트 쇼 위드 데이비드 레터먼 (1995)
- 럭키 루이 (2006)
- 루이 (2010-15)

### TV 애니메이션 출연
- 괴짜가족 괴담일기 (2015-16)
- 패밀리 가이 (2017)

### 웹 릴리스 제작
- Todd Barry: The Crowd Work Tour (2014)